# Deianira cyathifolia
Deianira cyathifolia är en gentianaväxtart som beskrevs av João Barbosa Rodrigues. Deianira cyathifolia ingår i släktet Deianira och familjen gentianaväxter. Inga underarter finns listade i Catalogue of Life.